# Duché de Genevois
Pour les articles homonymes, voir Genevois.
1564–1665
Entités précédentes :
- Saint-Empire
-  Comté de Genève

Entités suivantes :
- États de Savoie :
-  Duché de Savoie

Le duché de Genevois, parfois dit duché de Genevois-Nemours, et fautivement appelé duché de Genève, fut un apanage de la maison de Savoie, donné notamment à la branche cadette des Genevois-Nemours (Savoie-Nemours), du XVIe siècle au milieu du XVIIe siècle au sein des États de Savoie.

## Géographie
Le duché de Genevois est limité au sud par le duché de Savoie, à l'est à la baronnie de Faucigny, à l'ouest il est borné par le Rhône, ainsi qu'au nord. Il reprend une partie de l'ancien comté de Genève.

## Histoire
En 1401, le comté de Genève est acquis par la maison de Savoie et devient un apanage pour leurs puînés. En 1514, le Genevois devient le troisième apanage du dit État, passant à une branche cadette de la maison de Savoie appelée Savoie-Nemours dit Genevois-Nemours,. Le duc Emmanuel-Philibert de Savoie érige le comté en duché le 31 décembre 1564. Complété par le Faucigny et le Beaufort, Le Genevois reste un apanage de cette branche cadette jusqu'en 1659,.
Avec la mort du dernier Savoie-Nemours (1659), le duché de Nemours retourne au trône de France, tenu par le roi Louis XIV. Parallèlement, à cette date, le duché de Genevois est transmis à la dernière descendante de la dynastie, en la personne de Marie-Jeanne Baptiste, (1644-1724), fille de Charles-Amédée de Savoie-Nemours, (1624-1652). Devenue duchesse de Savoie par son mariage avec son cousin Charles-Emmanuel II de Savoie, le 10 mai 1665, elle assumera la régence du duché de Savoie à la mort du duc survenue dix ans plus tard. Elle avait en 1665 réuni le duché de Genevois au duché de Savoie.

## Administration
Annecy, capitale du comté, puis du duché, accueille une cour de justice, dite Conseil de Genevois et une Chambre des comptes

### La Chambre des comptes
La Chambre des comptes de Genevois est créée en 1525, puis transférée à Annecy en 1526.

## Comtes, puis ducs de Genevois
Six princes se succèdent à la tête du comté, puis duché de Genevois. L'expression comte de Genève et de Genevois a pu être utilisée « jusqu’à Philippe de Savoie (1514-1533) et, grosso modo, l’avènement de la Réforme » :
- Philippe Ier de Savoie-Nemours (1490 † 1533) ;
- Jacques de Savoie-Nemours (1531 † 1585). Le comté de Genevois est érigé en duché en 1564 par Emmanuel-Philibert de Savoie ;
- Henri Ier de Savoie-Nemours (1572 † 1632), marquis de Saint-Sorlin ;
- Louis de Savoie-Nemours (1615 † 1641) ;
- Charles Amédée de Savoie-Nemours (1624 † 1652) ;
- Henri II de Savoie-Nemours (1625 † 1659), archevêque de Reims. Fin de la lignée.